# Klasa
KLASA je česká značka kvality potravin. Výrobek, který je označen touto značkou, musí být vyroben v Česku, ovšem suroviny mohou pocházet i ze zahraničí.
Značku KLASA uděluje ministr zemědělství (Státní zemědělský intervenční fond) od roku 2003. Pokud je výrobku značka udělena, výrobce získá oprávnění používat ji na obalech daného výrobku. Kontrolu dodržování podmínek pro udělování národní značky kontrolují Státní zemědělská a potravinářská inspekce a Státní veterinární správa.
Ocenění národní značkou KLASA již získalo 1345 produktů od 228 českých výrobců.